# Salvia phlomoides
Salvia phlomoides es una especie de planta herbácea perteneciente a la familia de las lamiáceas. Es originaria de la región del Mediterráneo.

## Descripción
Es una planta herbácea robusta, densamente blanquecino-lanosa, con hojas de limbo mucho más largo que ancho, desde entero a irregularmente dentado-lobulado, que se estrecha suavemente hasta su inserción en el tallo. Inflorescencia poco ramosa con las brácteas de los verticilos iguales o mayores a las flores, que presentan coloración blanquecina o rosada.

## Distribución y hábitat
Se distribuye por la región del Mediterráneo en España, Argelia, Marruecos y Túnez, donde se encuentra en los matorrales de montaña secos y calcícolas.

## Taxonomía
Salvia phlomoides fue descrita por Jordán de Asso y publicado en Oryctog. Arag. 158, t. 4. 1784.
Etimología
Ver: Salvia
Citología
Número de cromosomas de Salvia phlomoides  (Fam. Labiatae) y táxones infraespecíficos: 2n=22.
Variedades y Sinonimia
subsp. africana (Maire) Greuter & Burdet, Willdenowia 14: 301 (1984 publ. 1985). Del Norte de África.
- Salvia phlomoides var. africana Maire, Bull. Soc. Hist. Nat. Afrique N. 26: 222 (1935).
- Salvia botschantzevii Czern., Bot. Zhurn. (Moscow & Leningrad) 57: 101 (1972).

subsp. boissieri (Noë ex Webb & Heldr.) Rosua & Blanca, Collect. Bot. (Barcelona) 17: 230 (1988 publ. 1989). Del este y centro de España.
- Salvia boissieri Noë ex Webb & Heldr., Cat. Pl. Hisp. App. (1850).

subsp. phlomoides. De España.
- Salvia montana Salisb., Prodr. Stirp. Chap. Allerton: 74 (1796).
- Salvia arachnoidea Noë ex Walp., Ann. Bot. Syst. 3: 256 (1852).
- Salvia phlomoides var. arachnoidea (Noë ex Walp.) Nyman, Consp. Fl. Eur.: 569 (1881).
- Salvia montana var. truncata Wawra, Itin. Princ. S. Coburgi 1: 108 (1883).[4]

## Nombres comunes
- Castellano: maro angosto, salvia.[3]